# Neil deGrasse Tyson
Pour les articles homonymes, voir De Grasse et Tyson.
Neil deGrasse Tyson est un astrophysicien américain né le 5 octobre 1958 à New York. Depuis 1996, il est directeur du planétarium Hayden au musée américain d'histoire naturelle de New York. C'est un des scientifiques américains les plus populaires, souvent considéré comme l'héritier de Carl Sagan. Depuis 2006, il présente l'émission NOVA scienceNOW sur PBS.
L'astéroïde (13123) Tyson est nommé en son honneur.

## Biographie

### Jeunesse et éducation
Tyson, né à New York, est le deuxième de trois enfants. Son père, Cyril deGrasse Tyson, était sociologue et directeur des ressources humaines de la ville. Sa mère Sunchita Feliciano Tyson était gérontologue. Il étudie les sciences à la Bronx High School of Science de 1973 à 1976, où il est capitaine de l'équipe de lutte et rédacteur en chef du Physical Science Journal (Journal des sciences physiques) de l'école. Il s'intéresse très tôt à l'astronomie et l'étudie assidûment durant son adolescence. Il devient un prodige célèbre dans la communauté des astronomes et donne des conférences sur le sujet dès l'âge de 15 ans. Il dit que son intérêt pour l'astronomie s'est éveillé quand il montait au dernier étage de son appartement d'un immeuble de New York (connu sous le nom de « Skyview Apartments ») pour regarder la Lune avec des jumelles.
Le célèbre astronome Carl Sagan, membre de l'université Cornell, tente alors de recruter Tyson comme étudiant, mais Tyson choisit Harvard, où il se spécialise en physique. Il est membre de l'équipe d'aviron pendant sa première année, mais reprend ensuite la lutte, devenant letterman (distinction pour succès sportifs) sa dernière année. Tyson obtient un baccalauréat universitaire en physique à Harvard en 1980 et entame des études de troisième cycle à l'université du Texas à Austin, où il obtient une maîtrise universitaire ès lettres en astronomie en 1983.
En plus de la lutte et de l'aviron, il est danseur dans différents genres comme le jazz, le ballet, les danses de salon latino et afro-caribéennes. En 1985, il gagne la médaille d'or avec l'équipe de danse de l'université du Texas à un championnat national dans le style danse de salon latino international. Il commence son doctorat à l'Université du Texas, mais part en 1988 à l'université Columbia, où il obtient un doctorat en astrophysique en 1991.

### Carrière professionnelle
Tyson a écrit un grand nombre de livres sur l'astronomie. En 1995, il commence à écrire le billet Universe (« L'Univers ») dans la revue Natural History (en). Dans un billet de 2002, il invente le terme de « Manhattanhenge » (dérivé de Manhattan et Stonehenge) pour décrire les deux jours annuels pendant lesquels le soleil est aligné avec les grandes rues de Manhattan — le coucher du soleil étant visible tout le long des rues.
En 2004, il participe à l'émission Origines sur la chaîne PBS dans la série scientifique Nova, et est le coauteur, avec Donald Goldsmith (astronome californien renommé, écrivain et professeur scientifique), du livre accompagnant la série Origins: Fourteen Billion Years of Cosmic Evolution (es) (« Origines : 14 milliards d'années d'évolution cosmique »).
En 2001, le président des États-Unis George W. Bush nomme Tyson à la Commission sur le futur de l'industrie aérospatiale des États-Unis et en 2004, Tyson est nommé à la Commission du président sur la mise en œuvre de la politique d'exploration spatiale des États-Unis, connue sous le nom de Commission « Lune, Mars et au-delà ». Il est ensuite récompensé par la NASA Distinguished Public Service Medal, la plus haute récompense civile donnée par la NASA.
Alors qu'il est directeur du Hayden Planetarium à New York, Tyson y lance une démarche pour changer la classification traditionnelle de Pluton comme planète, préférant des regroupements par similarités : petites planètes intérieures, géantes gazeuses, corps mineurs distants. Dans une interview à The Colbert Report, il raconte qu'à la suite de cette décision, il a reçu un grand nombre de lettres de mécontentement, la plupart venant d'enfants. Cependant en 2006, l'Union astronomique internationale requalifie Pluton de planète naine.
Tyson a été vice-président, président et directeur du conseil d'administration de The Planetary Society. Il est l'actuel présentateur de l'émission NOVA scienceNOW sur PBS.
Il participe au Beyond Belief Symposium en novembre 2006. En 2007, Tyson, connu pour son caractère haut en couleur, son tempérament joyeux et son intérêt évident pour la vaste étendue de l'univers, est choisi comme invité récurrent dans la nouvelle série de The History Channel The Universe, qui devient un succès populaire. En 2009, il commence à présenter l'émission radio Star Talk (en), avec la comédienne Lynne Koplitz (en).

## Opinions
En tant que scientifique et vulgarisateur, Tyson défend un certain nombre d'idées qui ressortent dans ses diverses conférences et livres.

### Théorie des cordes
Tyson a plusieurs fois critiqué la théorie des cordes ; il explique son opposition par la trop grande dépendance de cette théorie envers des preuves provenant de projections mathématiques et non de variables testables.

### Financement et rôle de l'exploration spatiale
Tyson fait une analyse du financement de la science et en particulier de la conquête spatiale, dans laquelle les moteurs les plus efficaces pour mener le gouvernement à financer la science sont la peur issue des guerres et la perspective d'un retour sur investissement. Il explique que la seule raison pour laquelle l'Homme a pu marcher sur la Lune est que les États-Unis étaient en guerre froide contre l'Union soviétique et que la NASA disposait à l'époque d'un budget bien plus important qu'aujourd'hui (4,41% du budget fédéral en 1966 contre 0,47 % en 2015). En 2012, lors de son audition devant le comité scientifique du Sénat des États-Unis (en), il déplore une telle vision à court terme du gouvernement et explique qu'il aimerait que le budget de la NASA soit doublé.
Il fonde son raisonnement sur l'effet galvaniseur que possède la conquête spatiale sur toute la société. À la suite de son témoignage, la campagne Penny4NASA (en) est créée, avec pour but, comme son nom l'indique, de promouvoir le financement de la recherche spatiale et atteindre l'objectif budgétaire d'au moins 1% du budget fédéral pour la NASA.
Lors de sa conférence au 28e Space Symposium (en), il fait le lien entre la publication de la première photographie de la Terre vue depuis la Lune, prise par Apollo 8 en 1968, et la création de nombreuses organisations ainsi que de nombreuses lois au début des années 1970 : le Clean Air Act, le Clean Water Act, l’Endangered Species Act, le Jour de la Terre, l'Agence de protection de l'environnement ou Médecins sans frontières. Selon Tyson, la capacité des États-Unis à prendre en charge de telles préoccupations alors que le pays était enlisé dans la guerre au Viêt Nam, ne fut possible que grâce à l'exploration spatiale qui a montré à l'humanité la Terre comme un tout.
Il s'est exprimé en faveur de la privatisation des vols spatiaux, car il estime que les entreprises privées réussissent à rendre plus efficaces et moins chères des missions telles que les vols de ravitaillement vers la Station spatiale internationale ou la mise de satellites en orbite. Il reste cependant convaincu qu'une entreprise privée, contrairement aux agences gouvernementales, ne peut pas mener la conquête spatiale, étant donné les risques trop élevés et les retours sur investissement trop minces qui ne permettent pas de bâtir un capital. Il est notamment particulièrement sceptique vis-à-vis de l'ambition de SpaceX d'envoyer un humain sur Mars en 10 ou 15 ans.

### Religion
Tyson condamne fermement l'apprentissage à l'école de récits issus de la religion, qui entrent en contradiction avec les connaissances scientifiques établies. En 2006, après qu'un enseignant du New Jersey eut expliqué en cours d'histoire que le Big Bang et l'évolution n'étaient pas scientifiques et que l'Arche de Noé transportait des dinosaures, Tyson répondit à ceux qui étaient indignés par le comportement de cet enseignant et mettaient en avant l'importance fondamentale de la séparation de l'Église et de l'État, qu'il ne s'agissait en fait pas tant de la nécessité de séparer l'Église et l'État que d'« écarter les gens ignorants et scientifiquement incultes du rang des enseignants ».
Interviewé par Big Think, il explique qu'il n'aime pas la désignation d'athée, bien que ne croyant pas lui-même en une divinité, car il ne veut pas être associé à un mouvement particulier bien que se qualifiant, si on devait choisir un terme, d'agnostique. Il utilise l'analogie de personnes ne jouant pas au golf, mais qui ne se réunissent pas pour autant pour parler du fait qu'ils ne jouent pas au golf. Lors d'une conférence, tenue à la sixième édition du Amaz!ng Meeting, il s'oppose ainsi à l'athéisme militant en observant que si le pourcentage de croyants dans la population décroît avec le niveau d'éducation, il reste 7 % de croyants parmi les membres de l'Académie nationale des sciences et que personne ne peut donc reprocher quoi que ce soit au grand public dans le fait de partager de telles croyances.

## Divers

### Apparitions télévisées
- Le 11 novembre 2010, il fait une apparition dans l'épisode 7 de la saison 4 de la série The Big Bang Theory[14]. Dans cet épisode, Sheldon Cooper (spécialiste de la théorie des cordes) l'accuse d'être responsable de la rétrogradation de Pluton au rang de planète naine. Tyson minimise son rôle et précise que cette décision a été votée par l'Union astronomique internationale. Plus tard, Tyson s'excuse auprès de Sheldon pour son rôle joué dans l'histoire de Pluton, excuses refusées par Sheldon. Il joue également son propre rôle dans l'épisode 1 de la saison 12, où il se livre à un duel de Tweets avec Rajesh Koothrappali après que celui-ci l'a insulté durant un passage à la télévision.
- Il est apparu dans l'épisode 16 de la saison 5 de Stargate Atlantis aux côtés de Bill Nye, où ils jouent leur propre rôle.
- Il apparaît dans le film de science-fiction Europa Report en 2013.
- En 2014, il présente une émission pour National Geographic intitulée Cosmos : Une odyssée à travers l'univers (Cosmos: A Spacetime Odyssey).
- Il joue aussi son propre rôle dans le film Batman v Superman : L'Aube de la justice et des vidéos promotionnelles pour le film Seul sur Mars.
- Il est représenté sous forme de belette dans le film d'animation L'Âge de glace : Les Lois de l'Univers.
- Il joue son propre rôle dans la série 100 choses à faire avant le lycée (épisode 21 saison 1).
- Il joue son propre rôle dans le film Zoolander 2.
- Il joue son propre rôle dans un caméo lors de l'épisode 9 de la saison 3 de la série Brooklyn Nine-Nine.
- Il apparaît dans le rôle de Merlin dans le téléfilm Sharknado 6 : It's About Time, sorti en 2018.
- En 2020, il revient dans la deuxième saison de Cosmos intitulée Cosmos : Nouveaux Mondes, sur National Geographic.

### Cinéma
- Food Evolution, film documentaire américain de Scott Hamilton Kennedy (2016) a pour narrateur Neil deGrasse Tyson.

### Jeu vidéo
Dans la version originale du jeu Overwatch, lorsque l'on sélectionne le personnage de Sigma, un astrophysicien, il dit « There is no obligation for the universe to make sense to you », phrase dérivée d'une citation de Neil deGrasse Tyson : « The universe is under no obligation to make sense to you » (L'Univers n'a aucune obligation d'avoir du sens pour vous).

### Sur Internet
Neil deGrasse Tyson anime StarTalk (en), une radio diffusée sur internet. Le 3 juin 2014, il a commenté sur la chaîne YouTube CinemaSins (en) les incohérences des films Gravity, Interstellar et Seul sur Mars. Son personnage est interprété par le chanteur et rappeur Chali 2na dans la saison 3 des Epic Rap Battles of History dans un « clash » fictif qui l'oppose à Isaac Newton.

### Musique
- Sur l'album The Stage du groupe de heavy metal américain Avenged Sevenfold, Neil deGrasse Tyson apparaît sur la dernière piste de l'album, nommée Exist. Il y lit un texte qu'il a écrit lui-même en se basant sur les retours des membres du groupe à propos des livres qu'il a écrits.
- En 2017, il apparaît dans l'album Everybody du rappeur américain Logic sur le morceau AfricAryaN.

### Bases de données et dictionnaires
- (en) Site officiel
- Ressources relatives à la musique :   - Carnegie Hall
  - MusicBrainz
- Ressource relative à la littérature :   - Internet Speculative Fiction Database
- Ressource relative à la recherche :   - Mathematics Genealogy Project
- Ressource relative à la bande dessinée :   - Comic Vine
- Ressource relative à la vie publique :   - C-SPAN
- Ressource relative à l'audiovisuel :   - IMDb
- Notices dans des dictionnaires ou encyclopédies généralistes :   - BlackPast
  - Britannica
- Notices d'autorité :   - VIAF
  - ISNI
  - BnF (données)
  - IdRef
  - LCCN
  - GND
  - Italie
  - Japon
  - CiNii
  - Belgique
  - Pays-Bas
  - Pologne
  - Israël
  - NUKAT
  - Norvège
  - Croatie
  - Tchéquie
  - Portugal
  - WorldCat